# Quingentole
Quingentole é uma comuna italiana da região da Lombardia, província de Mântua, com cerca de 1.228 habitantes. Estende-se por uma área de 14 km², tendo uma densidade populacional de 88 hab/km². Faz fronteira com Pieve di Coriano, Quistello, Schivenoglia, Serravalle a Po, Sustinente.

## Demografia
| Variação demográfica do município entre 1861 e 2011                               |
|                                                                                   |
| Fonte: Istituto Nazionale di Statistica (ISTAT) - Elaboração gráfica da Wikipedia |